# Bohumil Hrabal
Bohumil Hrabal, rozený Bohumil František Kilian (28. března 1914 Židenice – 3. února 1997 Praha) byl český prozaik, jeden z nejvýznamnějších a nejosobitějších českých spisovatelů druhé poloviny 20. století.
Ačkoliv začal autorsky publikovat až po 40. roce věku, stal se po Jaroslavu Haškovi, jehož Osudy dobrého vojáka Švejka byly přeloženy do 58 jazyků, a Karlu Čapkovi, jehož některá díla byla přeložena do desítek jazyků, třetím nejpřekládanějším českým autorem 20. století.
Na přání rodičů vystudoval práva, ale praxi nikdy neprovozoval. Než se začal živit psaním, působil v řadě profesí, vesměs dělnických a někdy až obskurních, kde načerpal zásoby inspirace pro svou budoucí tvorbu.
Byl stálým hostem hospody „U Zlatého tygra“ v Praze na Starém Městě, kmenovým členem tzv. „Hrabalovy Sorbonny“ (Bohumil Hrabal, Ivo Tretera) a doživotním prezidentem hospodské přístolní společnosti zvané Zlatá Praha.

## Životopis

### Původ a dětství

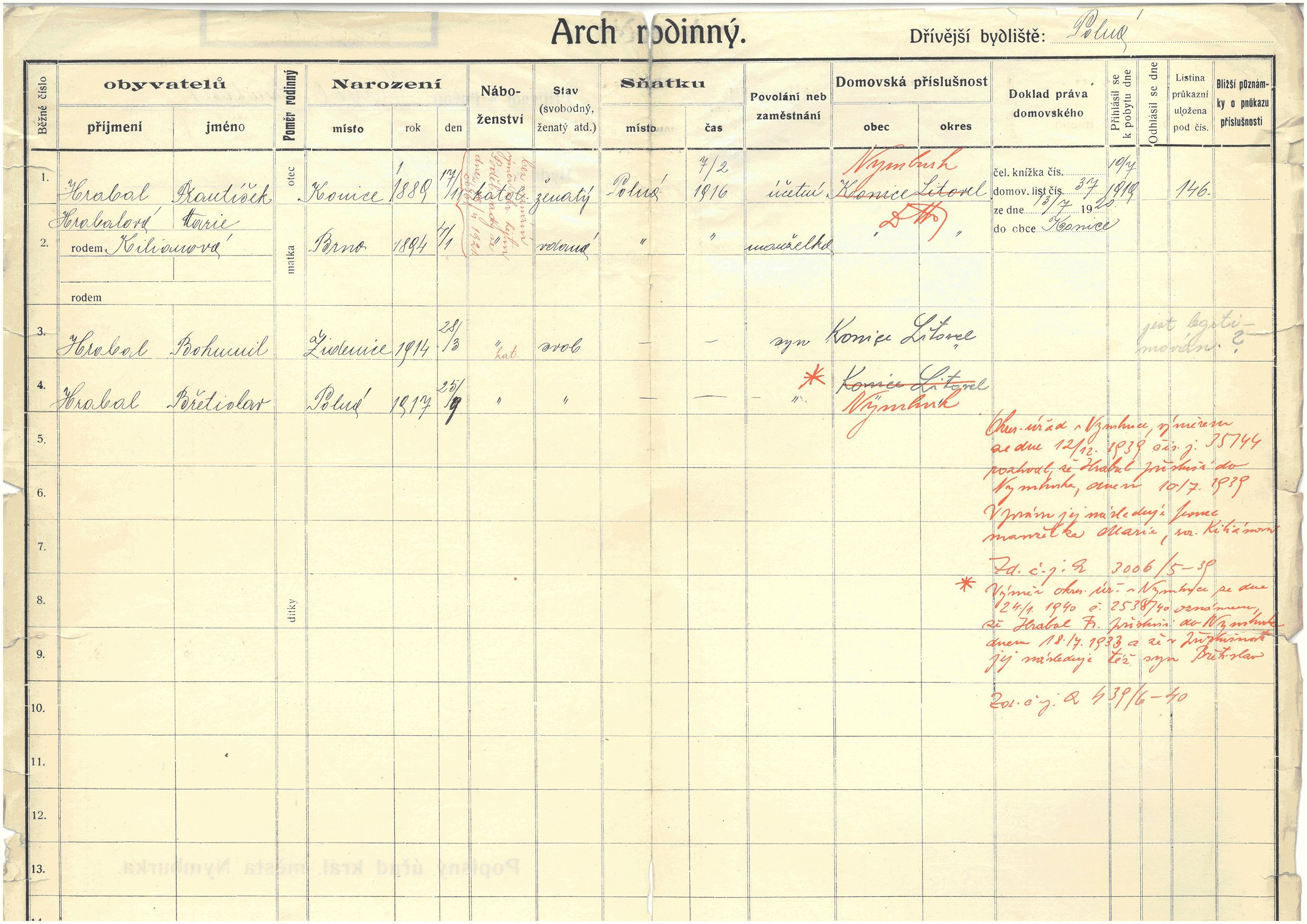
Nymburk, evidence obyvatel 1940, Bohumil Hrabal (SOkA Nymburk)

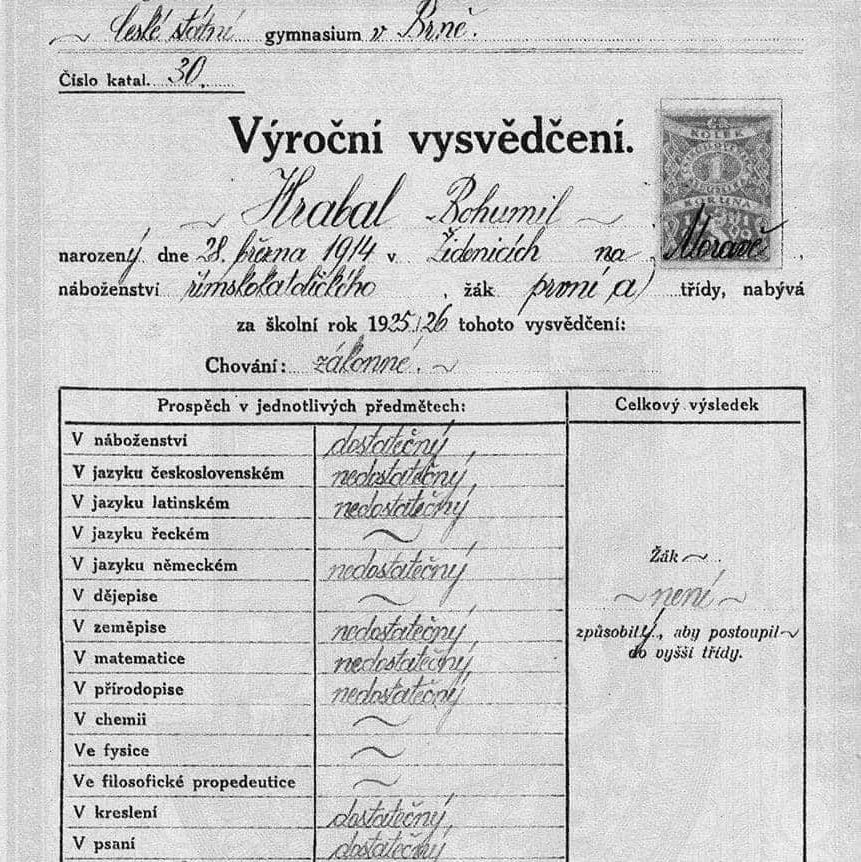
Bohumil Hrabal ve školním roce 1925/1926 propadl z mnoha předmětů.

Narodil se na brněnském předměstí Židenice (Balbínova ul. 489/47, pamětní deska) svobodné matce Marii Boženě Kilianové (4. ledna 1894 Brno – 1970) a důstojníku rakouské armády Bohumilu Blechovi (3. ledna 1893 Jevišovice – 1970 Brno), který se ovšem k otcovství nehlásil. Dne 4. dubna 1914 byl v zábrdovickém kostele pokřtěn jako Bohumil František, příjmením Kilian. Za kmotra, po němž nese křestní jméno, mu byl brněnský obchodník s limonádami František Hrabal (17. listopadu 1889 Konice – 1966; předobraz literární postavy Francina), posléze hlavní účetní v městském pivovaru v Polné, kam odešla a pracovala zde také jako účetní i Bohumilova matka. Do tří let zůstal Bohumil u prarodičů Tomáše a Kateřiny Kilianových v Brně. Matka se mezitím dne 7. února 1916 za Františka Hrabala provdala v děkanském chrámu v Polné. Dne 25. září 1916 se narodil Hrabalův nevlastní bratr Břetislav Josef Hrabal. Dne 26. prosince téhož roku dal František Hrabal písemný souhlas s tím, aby syn jeho ženy a kmotřenec mohl užívat i jeho příjmení. Rodiče se aktivně věnovali divadlu, kde se objevil i malý Bohumil Hrabal, když 16. května 1918 hrál v Jiráskově Vojnarce. V srpnu 1919 se čtyřčlenná rodina přestěhovala do Nymburka.
Hrabalovým strýcem byl brněnský advokát, novinář a vydavatel kulturních časopisů Salon a Měsíc Bohuslav Kilian (1892–1942). Mezi klíčové osoby ve svém životě řadil i nevlastního strýce a otcova bratra Josefa Hrabala (23. srpna 1882 Konice –1967), ševce, sladovníka a předobraz literární postavy Strýce Pepina.

### Studia a dospělost
Svá středoškolská léta zahájil roku 1925 v primě na brněnském gymnáziu, ovšem první rok studia zde zakončil s několika nedostatečnými. Po tomto nezdaru přešel na reálku v Nymburce. Po zvládnutí prvního ročníku pokračovalo jeho studium bez dalších zdržení až do kvarty, kde podruhé propadl. Roku 1934 konečně odmaturoval na nymburském gymnáziu (od roku 2014 nesoucím Hrabalovo jméno). Po další maturitě na českobrodském gymnáziu z latiny, kterou potřeboval pro studium práv, začal studovat na právnické fakultě Univerzity Karlovy v Praze. Navštěvoval rovněž přednášky z dějin literatury, umění a filosofie. Protože za okupace byly vysoké školy uzavřeny, mohl studia dokončit až v roce 1946 (získal titul JUDr.). Během války pracoval jako železniční dělník a výpravčí v Kostomlatech nad Labem, což později zpracoval ve slavné novele Ostře sledované vlaky. Vystřídal i další rozličné profese jako pojišťovací agent, obchodní cestující, od roku 1949 brigádník v kladenských ocelárnách, a po těžkém úrazu šel pracovat do sběrných surovin ve Spálené ulici č. 10 jako balič starého papíru. Později pracoval jako kulisák.
Značnou část života (1950–1973) prožil v pražské Libni na adrese Na hrázi 326/24 (dům byl zbourán v souvislosti se stavbou metra; pamětní deska na chodníku; malířka Svatošová v těchto místech, u východu ze stanice metra Palmovka, vyzdobila stěnu na hrabalovské téma). Dne 8. prosince 1956 si Hrabal na libeňském zámečku vzal Elišku Plevovou (1926–1987), dceru odsunutých rodičů (říšských občanů), hodonínského průmyslníka Karla Plevy a Rakušanky Elisabeth Bergové. V roce 1965 si manželé Hrabalovi koupili v Kersku u Nymburka chatu ev. č. 0274.  V roce 1973 se přestěhovali ze staré Libně do družstevního bytu 3+1 v panelovém domě v Kobylisích na sídlišti Sokolniky (Košťálkova, dříve Jodasova, 1105/1, 5. patro). Na víkendy Hrabalovi jezdili do Kerska. Po smrti manželky tam Bohumil Hrabal jezdil denně a staral se tam o množství koček. V chatě proběhlo několik prohlídek pro veřejnost, chystá se stálá expozice.

### Spisovatel
Spisovatelem z povolání se stal v roce 1963. V roce 1965 se stal členem Svazu československých spisovatelů a redakční rady Literárních novin. Po roce 1970 nesměl několik let oficiálně publikovat, psal tedy do samizdatových a exilových periodik. Roku 1975 bylo v časopise Tvorba zveřejněno krátké sebekritické prohlášení, na jehož základě mu bylo částečně a pod dohledem cenzury umožněno opět publikovat. Řada jeho děl vycházela v nakladatelství Pražská imaginace, vydávajícím Hrabala samizdatem od roku 1985. Totéž nakladatelství vydalo pod editorským dohledem Václava Kadlece v letech 1991–1997 Sebrané spisy Bohumila Hrabala v 19 svazcích.
Hrabal se znal s Jiřím Kolářem, obdivoval svérázného a předčasně zesnulého malíře, grafika a průmyslového výtvarníka Vladimíra Boudníka a přátelil se s filosofem Egonem Bondym nebo s kreslířem, karikaturistou, ilustrátorem a humoristou Jiřím Winterem Nepraktou. Některé Hrabalovy texty byly úspěšně zfilmovány a obdržel také mnoho nakladatelských cen. Spolu s Ludvíkem Vaculíkem, Karlem Peckou, Janem Kameníčkem, Libuší Moníkovou a dalšími tvůrci je Hrabal – především pro svou Příliš hlučnou samotu – považován za v dílčí míře pokračovatele Franze Kafky.

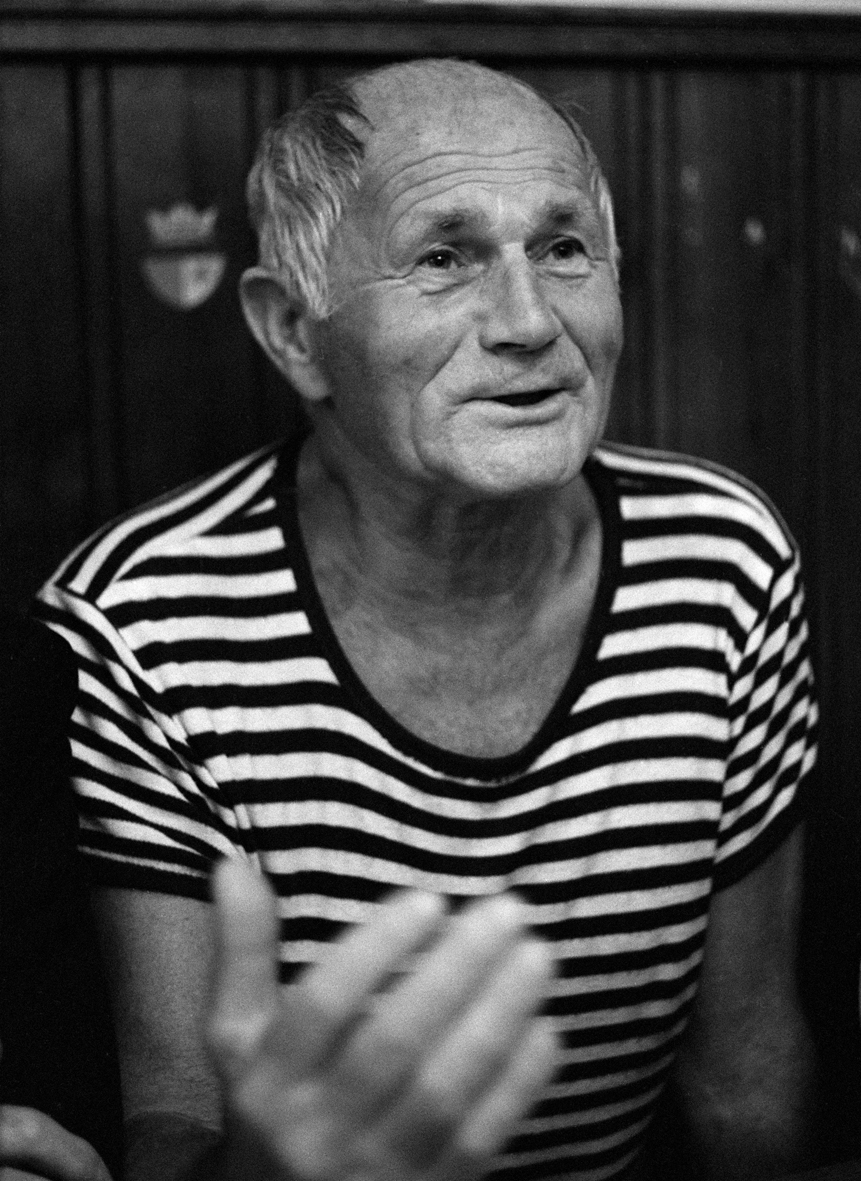
Bohumil Hrabal 1985
foto Hana Hamplová

Často navštěvoval hospodu U Zlatého tygra (Husova ulice 228/17, Praha 1 – Staré Město), kde se také scházel s přáteli. Právě zde se v roce 1994 setkal s Václavem Havlem, americkým prezidentem Billem Clintonem a Madeleine Albrightovou.

### Smrt
Bohumil Hrabal zemřel v roce 1997 v Praze v nedožitých 83 letech, na následky pádu z okna v pátém patře Ortopedické kliniky Fakultní nemocnice Bulovka, ve které se léčil. Hrabal měl ve zvyku krmit z okna ptáky a jeho smrt byla uzavřena jako tragická nehoda. Spekuluje se však také, že šlo o sebevraždu.
Spočívá v rodinném hrobě na hřbitově v Hradištku, kde je pohřbena i jeho matka „Maryška“, nevlastní otec „Francin“, strýc „Pepin“, manželka „Pipsi“ a bratr „Slávek“. Byl uložen v těžké dubové rakvi s nápisem „PIVOVAR POLNÁ“, jak si přál.

## Ocenění
Za své dílo byl několikrát oceněn, za román Příliš hlučná samota získal italskou literární cenu Premio Elba – Raffaello Brignetti, maďarskou cenu I. Bethlena, za knihu Obsluhoval anglického krále Národní cenu České republiky, francouzské vyznamenání Officier de l'ordre des arts et des lettres (Rytíř umění a písemnictví), za anglické vydání Příliš hlučné samoty obdržel cenu Georgie Theinera a cenu Jaroslava Seiferta za trilogii Svatby v domě, Vita nuova, Proluky ad.
- 30. dubna 1968 obdržel společně s Jiřím Menzelem státní cenu Klementa Gottwalda za oscarový film Ostře sledované vlaky.
- 6. května 1989 mu byl udělen titul zasloužilý umělec.
- 9. května 1996 jej jmenovali doktorem honoris causa na univerzitě v Padově.[1] Téhož roku získal z rukou Václava Havla medaili „Za zásluhy“.

## Dílo

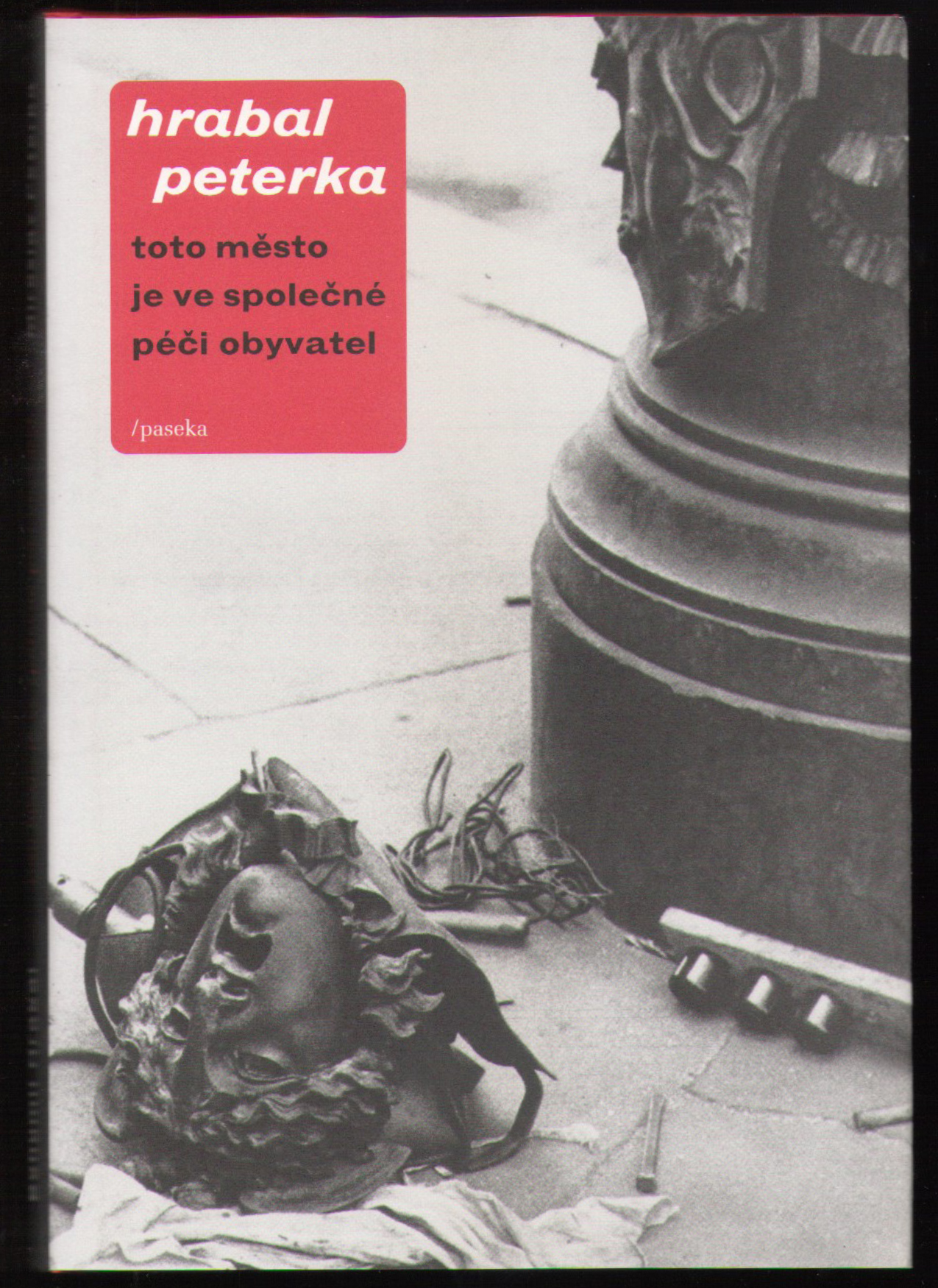
Toto město je ve společné péči obyvatel, 2006 – textová koláž k fotografiím Miroslava Peterky

V jeho díle je jasný prvek autobiografičnosti, protože hojně čerpal z autentických životních zkušeností, které s nevšední uměleckou imaginací a fantazií transformoval do svébytné grotesknosti, nadsázky a komična, někdy poznamenaných i skepsí a černým humorem. Vytvořil literární díla triviální i vysoce kultivovaná, v nichž se nevyhýbal ani slangu a poetismům. V pozdních prózách nechal zaznít i silné melancholické tóny (nikoliv však depresivní). Jeho dílo je velmi populární i v zahraničí, bylo přeloženo do více než 28 jazyků.
Řada jeho povídek či novel byla zfilmována. „Dvorním“ (ale nikoli výhradním) Hrabalovým adaptátorem se stal Jiří Menzel, který podle hrabalovských předloh natočil své vrcholné filmy. Hrabal často k filmům psal i scénář a objevoval se v nich v epizodních rolích.
- Hovory lidí, 1956 – dvě povídky, vyšlo jako příloha časopisu Zprávy Spolku českých bibliofilů
- Skřivánek na niti, 1959 (připraveno k vydání, které se neuskutečnilo)
- Perlička na dně, 1963 – sbírka povídek, 5 z 12 povídek zfilmováno pod názvem Perličky na dně (1965), samostatně povídka „Fádní odpoledne“ (1964) a „Baron Prášil“ pod názvem Sběrné surovosti (1965)
- Pábitelé, 1964 – sbírka povídek; pábiteli nazýval osobité milovníky života; v jejich činech (pábení), jež popisuje, často jejich ústy, jsou prvky poetismu i surrealismu
- Taneční hodiny pro starší a pokročilé, 1964 – novela tvořená jediným souvětím; literární experiment; v Česku dosáhla nákladu kolem půl milionu výtisků
- Ostře sledované vlaky, 1965 – novela s tématem okupace, zfilmováno Jiřím Menzelem (film Ostře sledované vlaky (1966) oceněný Oscarem)
- Inzerát na dům, ve kterém už nechci bydlet, 1965; zfilmováno J. Menzelem pod názvem Skřivánci na niti (1969), film po neveřejné premiéře putoval „do trezoru“ a oficiálně promítán mohl být až od roku 1990[20]
- Kopretina, 1965
- Automat Svět, 1966 – výbor z již vydaných povídek
- Bohumil Hrabal uvádí…, 1967 – antologie jeho oblíbených autorů
- Toto město je ve společné péči obyvatel, 1967 – textová koláž k fotografiím Miroslava Peterky
- Morytáty a legendy, 1968 – dvanáct próz s pitoreskními náměty z lidového prostředí
- Domácí úkoly: úvahy a rozhovory, 1970

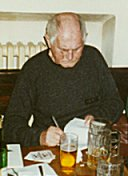
Bohumil Hrabal v roce 1994

- Poupata, 1970, povídky, náklad byl zničen („dán do stoupy“) až na několik desítek tajně zachráněných výtisků; poprvé oficiálně vyšlo v zahraničí
- trilogie Městečko u vody (vzpomínková próza):
  - Postřižiny, 1976 – vzpomínková próza; zfilmováno J. Menzelem jako Postřižiny (1980)
  - Krasosmutnění, 1979 – povídky
  - Harlekýnovy milióny, 1981 – próza
- Slavnosti sněženek, 1978 – povídky; zfilmováno J. Menzelem jako Slavnosti sněženek (1983), natáčelo se v Kersku a Hrabal si zde zahrál epizodní roličku
- Městečko, kde se zastavil čas, 1973 – vzpomínková próza, vydalo v r. 1989 nakladatelství 68 Publishers v Torontu
- Každý den zázrak, 1979 – povídky
- Něžní barbaři, 1981 v zahraničí, v Čechách až 1991; zfilmováno Petrem Kolihou jako Něžný barbar (1989), autobiografickou postavu „doktora“ ztvárnil J. Menzel
- Kluby poezie, 1981
- Obsluhoval jsem anglického krále, (1971), 1980 vydáno v zahraničí pod názvem Jak jsem obsluhoval anglického krále, 1982 v Jazzové sekci, oficiálně až 1989; zfilmováno J. Menzelem jako Obsluhoval jsem anglického krále (2006)
- Domácí úkoly z pilnosti, 1982
- Listování ve stínech grafických listů, 1983
- Domácí úkoly z poetiky, 1984
- Hovory lidí, 1984 – povídky
- Městečko u vody, 1986 – obsahuje Postřižiny, Krasosmutnění, Harlekýnovy milióny
- Život bez smokingu, 1986 – povídky
- trilogie
  - Vita nuova, 1986, 68 Publishers v Torontu, vyprávění o B. Hrabalovi, jeho ženě a jeho přátelích z období života v Praze – očima jeho ženy, psáno ich-formou v ženském rodě
  - Proluky, 1987, 68 Publishers v Torontu, v ČSR až v r. 1991
  - Svatby v domě, 1987, 68 Publishers v Torontu, v ČSR až 1991 – autobiografická próza
- Knížka pro Robinsony (a taky pro Pátky), 1987 – povídky tří autorů a medailony; Karel Poláček: „Hedvika a Ludvík“, Ota Pavel: „Jak jsem potkal ryby (a něco navíc)“, Bohumil Hrabal: „Postřižiny“; sest. Jarmila Víšková a Rudolf Havel
- Můj svět, Československý spisovatel 1988 – povídky
- Příliš hlučná samota, 1989, zfilmováno Věrou Caïs jako Příliš hlučná samota (1994, v hl. roli P. Noiret) a jako animovaný film Too Loud a Solitude (2007)
- Kličky na kapesníku, 1989
- Bílý koníček, Rukopis – Fiktivní korespondence, 1989
- Chcete vidět zlatou Prahu?, 1989 – výbor povídek, editor Jaromír Pelc
- Tři novely, 1989, obsahuje Ostře sledované vlaky, Taneční hodiny pro starší a pokročilé a Obsluhoval jsem anglického krále

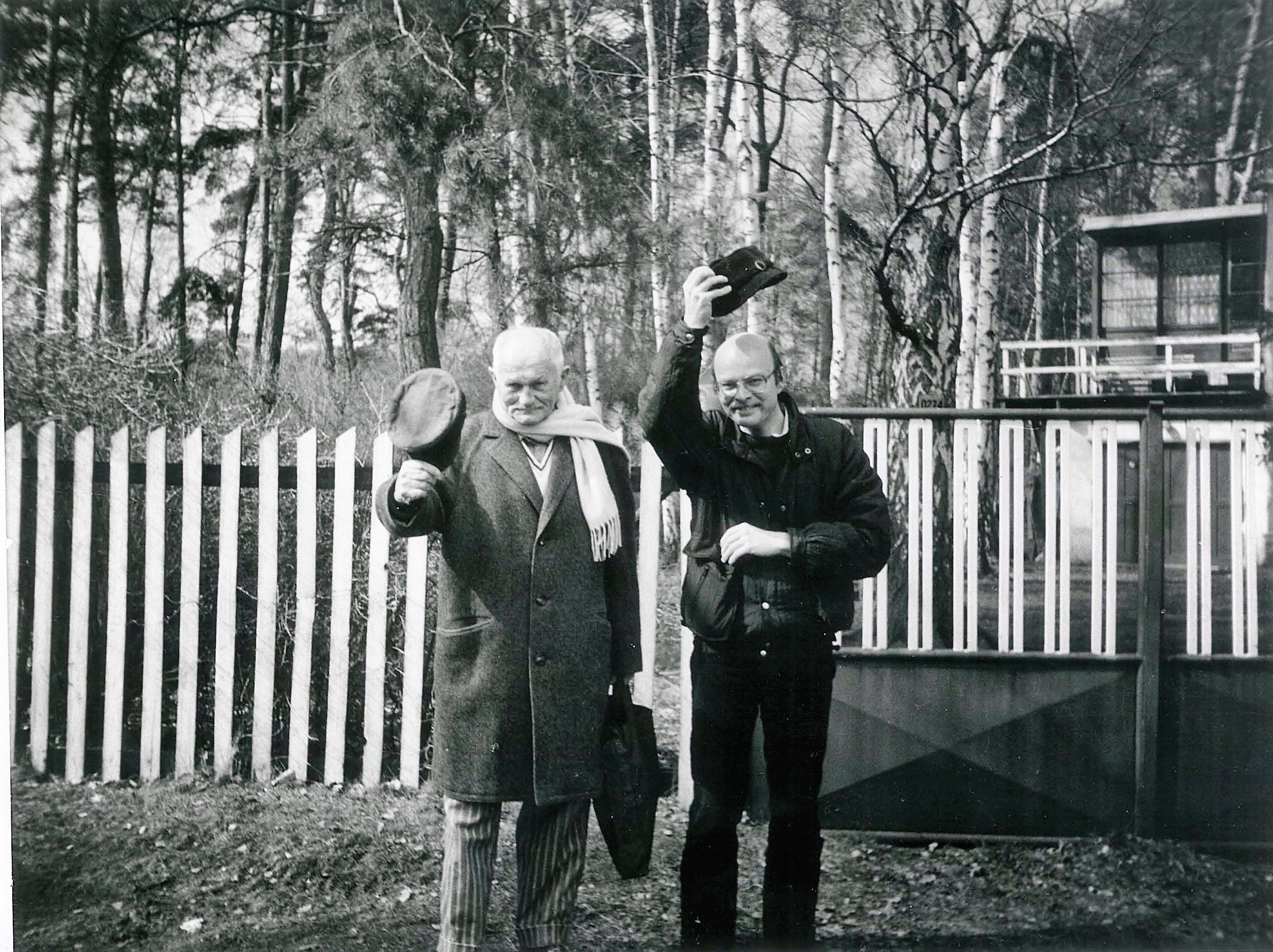
Bohumil Hrabal a Jaromír Pelc v Kersku 1986

- Kouzelná flétna, 1989 (vydáno 1990)
- Bambino di Praga / Barvotisky / Krásná Poldi, 1990
- Kdo jsem, 1990
- Krajiny Bohumila Hrabala, 1990
- Totální strachy, 1990
- Listopadový uragán, 1990
- Schizofrenické evangelium, 1990 – povídky
- Ponorné říčky, 1990
- Růžový kavalír, 1991
- Ztracená ulička, 1991 – poezie z roku 1948
- Básnění, 1991
- Slavná Vantochova legenda, 1991
- Židovský svícen, 1991
- Atomová mašina značky PERKEO, 1991 – povídky

- Aurora na mělčině, 1992
- Jarmilka, 1992

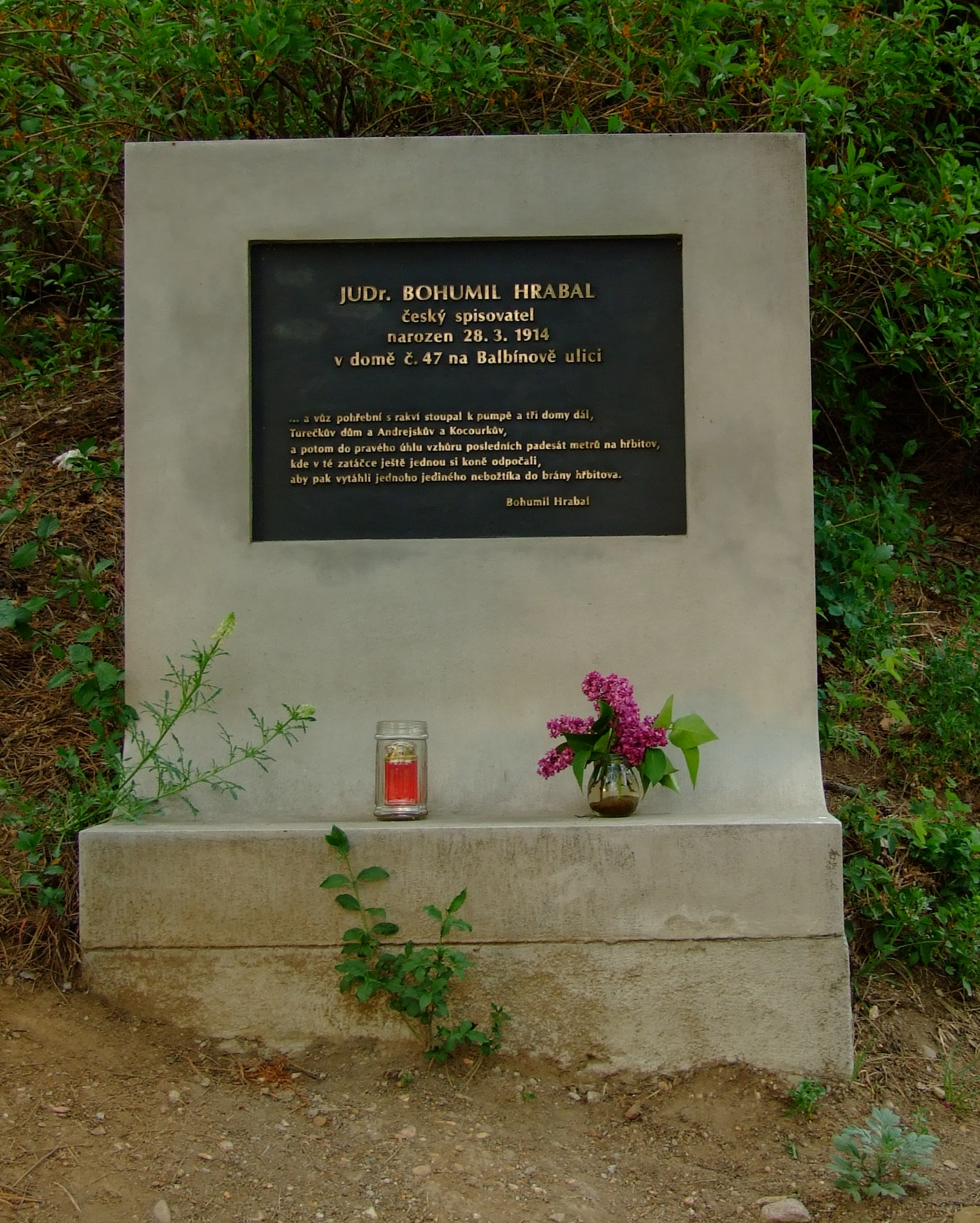
Pomník Bohumila Hrabala v Brně-Židenicích

- Hrabal, 1992 – obsahuje Něžný barbar, Příliš hlučná samota a Městečko, kde se zastavil čas.
- Večerníčky pro Cassia, 1993
- Happy end, 1993 – novela
- Hořící vajgly v uchu, 1993
- Inaugurace a vnitřní monolog, 1993
- I balóny mohou vzlétnout, 1993 – eseje, úvahy
- A havran krák už Nikdykrát, 1993 – úvahy
- Česká republiko, dobrý den,1993 – úvahy, eseje
- Pábení, 1993
- Rukověť pábitelského učně, 1993 – povídky
- Kafkárna, 1994 – obsahuje Taneční hodiny pro starší a pokročilé, Inzerát na dům, ve kterém už nechci bydlet, Toto město je ve společné péči obyvatel, Morytáty a legendy, Etudy
- Obrazy v hlubině času, 1994 – obsahuje Postřižiny, Městečko, kde se zastavil čas, Něžný barbar.
- Texty, 1994 – úvahy
- Hlučná samota, 1994
- Nymfy v důchodu, 1994
- Pražské pavlačové anekdoty, 1994 – anekdoty, mikropovídky
- Dopisy Dubence (tetralogie) – proud vzpomínek propojený filosofickými úvahami a politickými komentáři, 1995
- Naivní fuga, 1995
- Pojízdná zpovědnice, 1996
- Ze zápisníku zapisovatele, 1996
- Bibliografie, dodatky, rejstříky, 1997
- Toto město je ve společné péči obyvatel, 2. vyd., 2006
- Setkání, 2008 – povídky
- Povídky, črty a hovory, 2015 – povídky
- Křehký dluh (Hrabal spisy 1) – lyrika, 2017 – Lyrika a existenciální texty období před publikací první sbírky povídek.
- Skřivánek na niti (Hrabal spisy 2) – povídky, 2014 – Povídky z 60. let – Perlička na dně, Pábitelé, Inzerát na dům, ve kterém už nechci bydlet, Morytáty a legendy.
- Jsme jako olivy (Hrabal spisy 3) – novely, 2015 – Novely. Taneční hodiny pro starší a pokročilé, Ostře sledované vlaky, Postřižiny, Městečko, kde se zastavil čas, Něžný barbar, Obsluhoval jsem anglického krále, Příliš hlučná samota.
- Rukověť pábitelského učně (Hrabal spisy 4) – texty z časů normalizace, 2016 – Slavnosti sněženek, Krasosmutnění, Harlekýnovy miliony, Autíčko + ostatní texty 1. části 12. svazku SSBH.
- Život bez rukávů (Hrabal spisy 5) – autobiografická trilogie, 2016 – Autobiografická trilogie.

### Rozhlasová zpracování
- Milý Karle, kdes byl, když včera hřmělo? Dopisy Bohumila Hrabala příteli hudebníkovi Karlu Maryskovi. Četli: Petr Halíček a Igor Bareš, Připravil: Miloš Doležal, Úvodní slovo: Tomáš Mazal, Režie: Jaroslav Kodeš, zpracováno v Českém rozhlasu, 2018[21]

### Scénáře
- Fádní odpoledne, 1964 – spoluautor scénáře s Ivanem Passerem[22]
- Sběrné surovosti, 1965 – spoluautor scénáře s Jurajem Herzem[23]
- Perličky na dně, 1965 – povídkový film[24]
  - Smrt pana Baltazara – spoluautor scénáře s Jiřím Menzelem
  - Podvodníci  – spoluautor scénáře s Janem Němcem
  - Dům radosti – spoluautor scénáře s Evaldem Schormem
  - Automat Svět – spoluautor scénáře s Věrou Chytilovou
  - Romance – spoluautor scénáře s Jaromilem Jirešem
- Římské orgie – nerealizováno, spoluautor scénáře s Vladimírem Borem[25]
- Ostře sledované vlaky, 1966 – spoluautor scénáře s Jiřím Menzelem[26]
- Skřivánci na niti, 1969 – spoluautor scénáře a technického scénáře s Jiřím Menzelem[27]
- Bambini di Praga čili Pábitelé, 1970 – nerealizováno[25]
- Příliš hlučná samota, 1978 – nerealizováno, spoluautor scénáře s Evaldem Schormem[25]
- Postřižiny, 1980 – spoluautor scénáře a technického scénáře s Jiřím Menzelem[28]
- Slavnosti sněženek, 1983 – spoluautor scénáře s Jiřím Menzelem[29]

## Místa po něm pojmenovaná

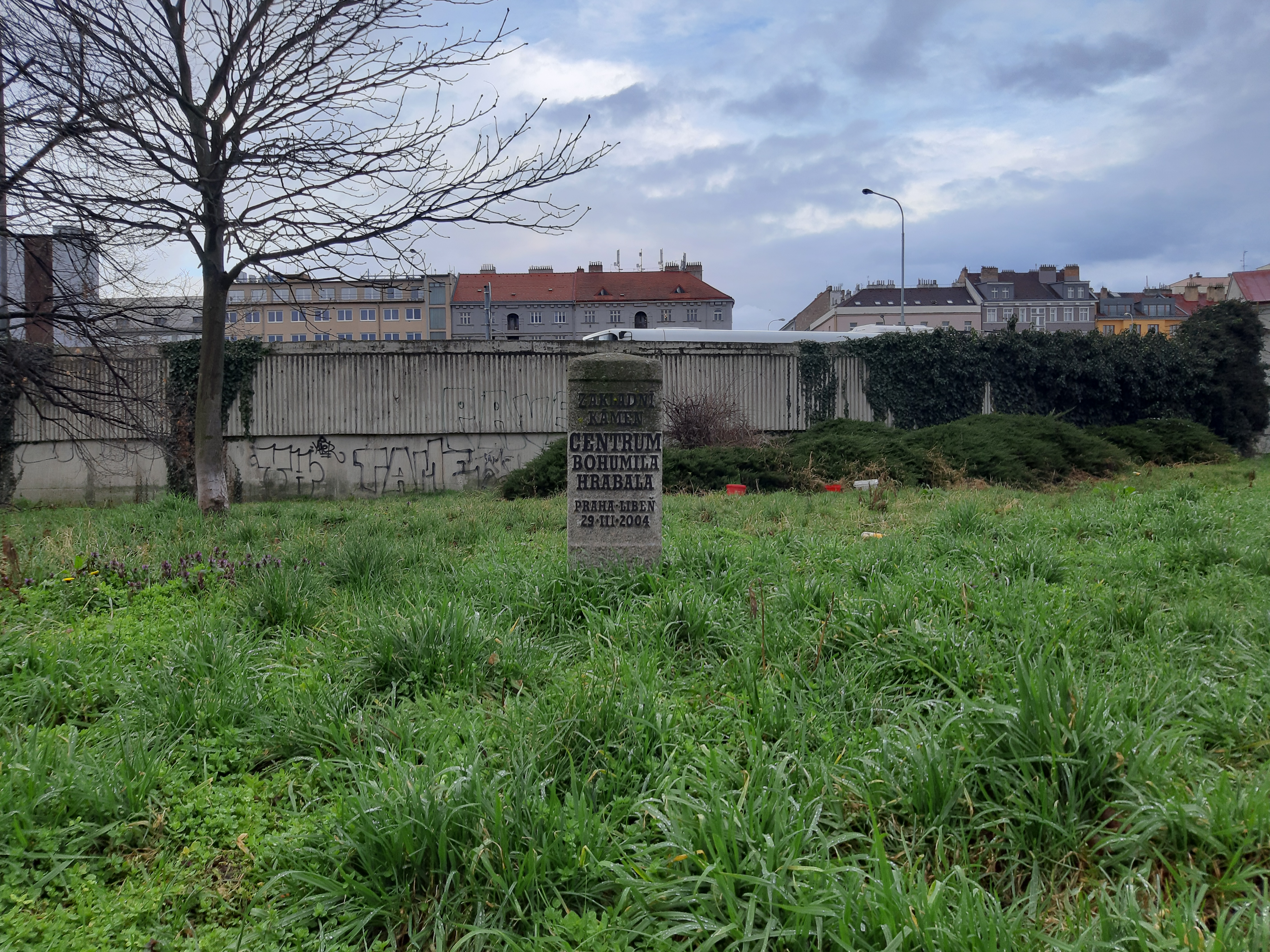
Základní kámen centra Bohumila Hrabala položený 29.3.2004. Kámen se nachází na travnaté ploše u křižovatky ulic Ludmilina a Na hrázi.

### Praha
V Libni, kde dlouhá léta žil, bylo na jeho počest nazváno veřejné prostranství na Palmovce – náměstí Bohumila Hrabala, a také nedaleká Základní škola Bohumila Hrabala.

### Brno
V Brně byla roku 2004 jako Hrabalova nazvána bezejmenná uliční spojka (kdysi část Poděbradovy třídy) v Židenicích nedaleko Balbínovy ulice, kde stále stojí Hrabalův rodný domek s pamětní deskou. V zahrádkářské kolonii na přilehlém úbočí Židenického kopce začal v roce 2017 vznikat park Bohumila Hrabala.

### Nymburk
Je po něm od roku 2014 pojmenované Gymnázium Bohumila Hrabala v Nymburce, jelikož na tomto gymnáziu studoval a je tak jedním z nejznámějších absolventů. Dále je po něm nazvána ulice ve východní části města. Na hlavním nymburském náměstí je od roku 2012 Lavička Bohumila Hrabala s jeho dřevěnou sochou. Na pravém břehu řeky Labe byl dne 3. října 2014 vysazen Dub Bohoušek divadelním souborem Hálek Nymburk za asistence vedení města.

### Kersko
Naučná stezka Bohumila Hrabala  vedoucí Přírodním parkem Kersko-Bory. Nedaleký nový Litolský most přes Labe (silnice II/272) je od roku 2010 zván mostem Bohumila Hrabala. Od roku 2015 nese Hrabalovo jméno i jedna z autobusových zastávek v obci. Od roku 1999 je v zahradě Lesního ateliéru Kuba pořádán festival Hrabalovo Kersko; při jeho 20. ročníku byl zprovozněn poesiomat s Hrabalovým dílem (realizace 24. března 2018).

### Další
Ulice Hrabalova ve Šlapanicích, v Liberci-Ruprechticích a pardubické části Ohrazenice. Ulice Bohumila Hrabala na Kladně a v Rychnově nad Kněžnou.
Po Hrabalovi byla také pojmenována planetka 4112 Hrabal.